# 마이코코엔역
마이코코엔역(일본어: 舞子公園駅, まいここうえんえき)은 일본 효고현 고베시 다루미구에 있는 산요 전기철도 본선의 역이다. 역 번호는 SY 13이다.

## 개요
교상역사의 구조에서 역의 바로 동쪽 상공에 아카시 해협 대교 기타즈메가 있고, 고속 버스 정류장과도 가까운 것으로부터 "아카시 해협 대교 앞"의 부역명을 가지고 차내 방송이나 역명판에서 사용된다. 또한, 아와지섬 쪽으로의 안내 방송도 이루어진다.

## 역 구조
상대식 승강장 2면 2선의 교상역이다. 남북 양쪽에는 고베 방향으로의 출입구가 있고 남쪽은 마이코 역 빌딩의 Tio마이코와 직결된다. 개찰구는 1곳 뿐이고, 창구는 기본적으로 무인화되어 있다. 승강장에는 추락 방지 보호 난간이 있다.
역 서쪽에는 서일본여객철도(JR 서일본) 산요 본선(JR 고베 선)을 넘어 JR선의 남(바다)쪽(아카시・히메지 쪽)으로 넘어간다. 역 서쪽으로 급커브가 있기 때문에 본 역 부근은 제한 속도 50km/h이다.

### 승강장
| 바다쪽 | ■ 본선(하행) | 아카시・히메지・아보시 방면 |  |
| 산쪽   | ■ 본선(상행) | 고베・오사카 방면           |  |

## 역 주변
- 마이코 호텔 - 도보 1분
- Tio마이코 - 도보 1분
- 산요 본선(JR 고베 선) 마이코역 - 도보 3분
- 고속 마이코 - 고베 아와지나루토 자동차도
  - 아카시 해협 대교 기타즈메에 위치하고 아와지섬, 시코쿠 방면 고속 버스와 연결되고 있다.
- 이정 전각(쑨원 기념관) - 도보 6분
- 효고 현립 마이코 공원
- 다리의 과학관
- 고케타니 공원
- 다몬지
- 국도 제2호선

## 역사
인접한 JR 마이코역은 개통 시 "마이코코엔"이라고 칭하고 있었다(당시 산요 철도). 이렇게 자칭하고 있었던 것은 산요 전기철도 개통 전의 1896년 ~ 1899년이기 때문에 "마이코코엔 역"이 두 개가 나란히 있었던 것이 아닌 본 역은 개통 당초에 "마이코"를 자칭하여 1917년 ~ 1935년 동안 두 개의 "마이코 역"이 나란히 있었다.
- 1917년 4월 12일: 효고 전기궤도의 마이코역이, 시오야(현, 산요시오야) ~ 아카시(초대) 구간 연장 시에 영업 개시.
- 1927년 4월 1일: 우지가와 전기에 의한 합병으로 본 회사의 역이 됨.
- 1933년 6월 6일: 우지가와 전기 철도 부문이 분리되어 산요 전기철도의 역이 됨.
- 1935년 8월 1일: 마이코코엔역으로 역명 변경.
- 1995년
  - 1월 17일: 한신・아와지 대지진으로 산요 전철 본선이 불통이 되어, 본 역도 한때 영업 중지.
  - 1월 27일: 가스미가오카 ~ 산요아카시 구간의 운행 재개에 따라 영업 재개.
- 2000년 3월 18일: 동년 9월 17일 재팬 플로라 2000의 개막으로 직통 특급과 특급이 종일 임시 정차하게 됨[1].
- 2001년
  - 3월 10일: 다이아 개정으로 직통 특급과 특급이 주말에 한하여 종일 정지, 정식으로 정차역이 되고, S특급은 개정 이후에도 통과하게 됨.
  - 9월 29일: 교상역사화.
- 2006년 10월 28일: 다이아 개정으로 평일에도 직통 특급·특급이 종일 정차.S특급은 개정 이후도 통과.

## 인접역
| 산요 전기철도 ■ 본선                     | 산요 전기철도 ■ 본선 | 산요 전기철도 ■ 본선             |
| ---------------------------------------- | -------------------- | -------------------------------- |
| SY 11 산요타루미 우메다・니시다이 방면   | ■ 직통특급           | 산요아카시 SY 17 산요히메지 방면 |
| SY 12 가스미가오카 우메다・니시다이 방면 | ■ 보통               | 니시마이코 SY 14 산요히메지 방면 |